# Grand Prix Formule 1 van Dallas 1984

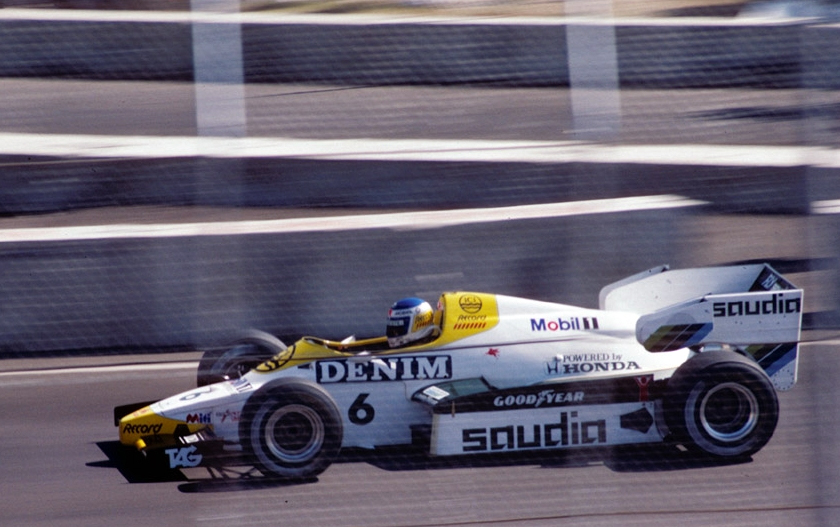
Keke Rosberg in actie tijdens de Grand Prix Formule 1 van Dallas 1984

De Grand Prix Formule 1 van Dallas 1984 werd verreden op 8 juli op het Fair Park Circuit in Dallas (Texas). Het was de negende race van het seizoen.

## Uitslag
| Positie | Nr | Rijder             | Team              | Ronden | Tijd/Opgave         | Startplaats | Punten |
| ------- | -- | ------------------ | ----------------- | ------ | ------------------- | ----------- | ------ |
| 1       | 6  | Keke Rosberg       | Williams-Honda    | 67     | 2:01:22.617         | 8           | 9      |
| 2       | 28 | René Arnoux        | Ferrari           | 67     | + 22.464            | 4           | 6      |
| 3       | 11 | Elio de Angelis    | Lotus-Renault     | 66     | + 1 Ronde           | 2           | 4      |
| 4       | 5  | Jacques Laffite    | Williams-Honda    | 65     | + 2 Rondes          | 24          | 3      |
| 5       | 24 | Piercarlo Ghinzani | Osella-Alfa Romeo | 65     | + 2 Rondes          | 18          | 2      |
| 6       | 12 | Nigel Mansell      | Lotus-Renault     | 64     | Versnellingsbak     | 1           | 1      |
| 7       | 2  | Corrado Fabi       | Brabham-BMW       | 64     | + 3 Rondes          | 11          |        |
| 8       | 14 | Manfred Winkelhock | ATS-BMW           | 64     | + 3 Rondes          | 13          |        |
| NF      | 8  | Niki Lauda         | McLaren-TAG       | 60     | Spin                | 5           |        |
| NF      | 7  | Alain Prost        | McLaren-TAG       | 56     | Spin                | 7           |        |
| NF      | 18 | Thierry Boutsen    | Arrows-BMW        | 55     | Spin                | 20          |        |
| NF      | 27 | Michele Alboreto   | Ferrari           | 54     | Spin                | 9           |        |
| NF      | 17 | Marc Surer         | Arrows-BMW        | 54     | Spin                | 22          |        |
| NF      | 19 | Ayrton Senna       | Toleman-Hart      | 47     | Koppeling           | 6           |        |
| NF      | 10 | Jonathan Palmer    | RAM-Hart          | 46     | Elektrisch probleem | 25          |        |
| NF      | 1  | Nelson Piquet      | Brabham-BMW       | 45     | Spin                | 12          |        |
| NF      | 15 | Patrick Tambay     | Renault           | 25     | Spin                | 10          |        |
| NF      | 20 | Johnny Cecotto     | Toleman-Hart      | 25     | Spin                | 15          |        |
| NF      | 26 | Andrea de Cesaris  | Ligier-Renault    | 15     | Spin                | 16          |        |
| NF      | 21 | Huub Rothengatter  | Spirit-Hart       | 15     | Brandstoflek        | 23          |        |
| NF      | 22 | Riccardo Patrese   | Alfa Romeo        | 12     | Spin                | 21          |        |
| NF      | 16 | Derek Warwick      | Renault           | 10     | Spin                | 3           |        |
| DSQ     | 4  | Stefan Bellof      | Tyrrell-Ford      | 9      | Gediskwalificeerd   | 17          |        |
| NF      | 23 | Eddie Cheever      | Alfa Romeo        | 8      | Spin                | 14          |        |
| NF      | 25 | Francois Hesnault  | Ligier-Renault    | 0      | Ongeluk             | 19          |        |
| NQ      | 3  | Martin Brundle     | Tyrrell-Ford      |        |                     |             |        |

## Wetenswaardigheden
- Het was de eerste overwinning voor Honda sinds 1967.
- Het was voor het laatst dat er meer dan één Grand Prix in de Verenigde Staten werd gereden binnen één seizoen totdat in 2022 de Grand Prix van Miami op de kalender verscheen.
- Het asfalt was in zo een slechte staat dat er tot 30 minuten voor de start van de race herstellingen plaatsvonden aan het circuit.
- Deze race was een van de warmste races ooit gereden.

## Statistieken
| Pole-position | Nigel Mansell | Lotus-Renault | 1:37.041 |
| Snelste ronde | Niki Lauda    | McLaren-TAG   | 1:45.353 |

## Noot
- Eerste pole position voor Nigel Mansell.

Grand Prix Formule 1 van de Verenigde Staten: 1908 · 1910 · 1911 · 1912 · 1914 · 1915 · 1916 · 1959 · 1960 · 1961 · 1962 · 1963 · 1964 · 1965 · 1966 · 1967 · 1968 · 1969 · 1970 · 1971 · 1972 · 1973 · 1974 · 1975 · 1976 · 1977 · 1978 · 1979 · 1980 · 1989 · 1990 · 1991 · 2000 · 2001 · 2002 · 2003 · 2004 · 2005 · 2006 · 2007 · 2012 · 2013 · 2014 · 2015 · 2016 · 2017 · 2018 · 2019 · 2021 · 2022 · 2023 · 2024 · 2025 · 2026

Indianapolis 500: 1950 · 1951 · 1952 · 1953 · 1954 · 1955 · 1956 · 1957 · 1958 · 1959 · 1960

Grand Prix Formule 1 van de Verenigde Staten West: 1976 · 1977 · 1978 · 1979 · 1980 · 1981 · 1982 · 1983

Grand Prix Formule 1 van Las Vegas: 1981 · 1982 · 2023 · 2024 · 2025

Grand Prix Formule 1 van de Verenigde Staten Oost: 1982 · 1983 · 1984 · 1985 · 1986 · 1987 · 1988

Grand Prix Formule 1 van Dallas: 1984

Grand Prix Formule 1 van Miami: 2022 · 2023 · 2024 · 2025 · 2026 · 2027 · 2028 · 2029 · 2030 · 2031 · 2032 · 2033 · 2034 · 2035 · 2036 · 2037 · 2038 · 2039 · 2040 · 2041